# Hapuseneb
Hapuseneb (... – XV secolo a.C.) è stato un Primo Profeta di Amon durante il regno di Hatshepsut (XVIII dinastia egizia).

## Biografia

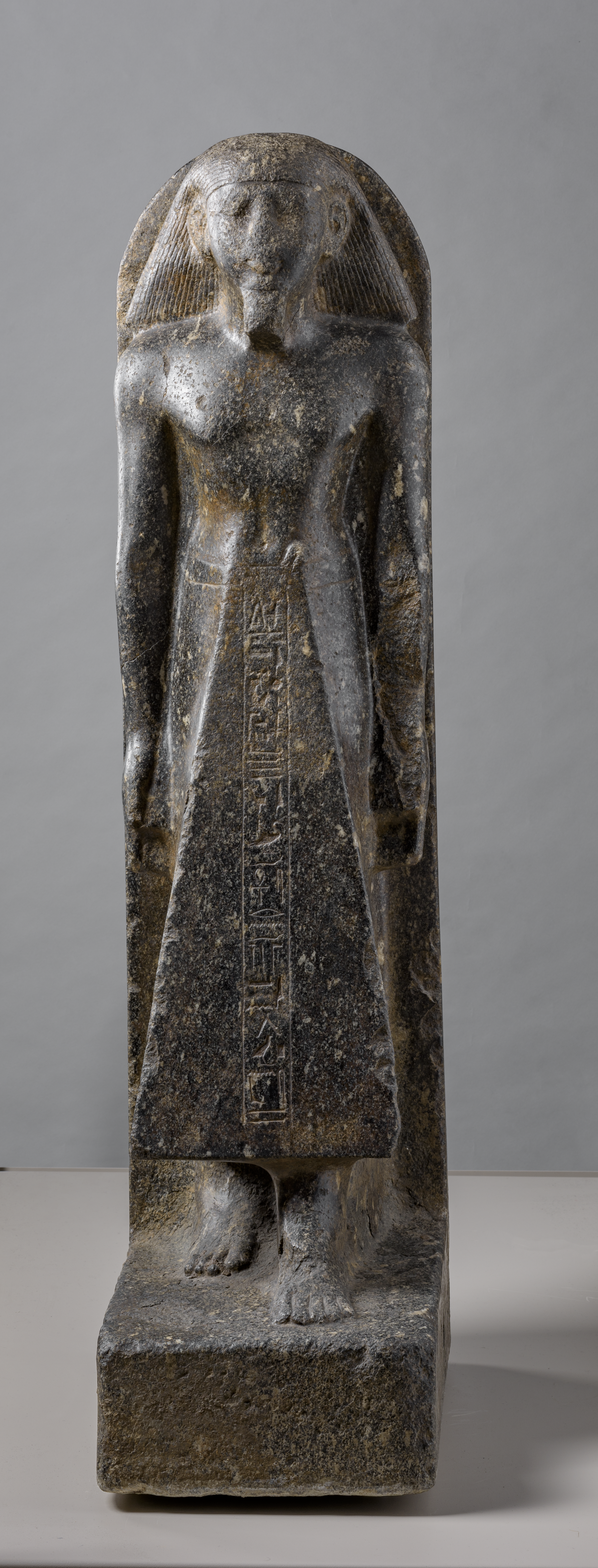
Statua di Hapu, padre di Hapuseneb e terzo sacerdote-lettore di Amon. Museo Egizio, Torino.

La madre di Hapuseneb, Ahhotep, faceva parte dell'harem reale ed il suo nome ci è giunto grazie ad un blocco calcareo trovato da Arthur Weigall nel 1906 nel tempio di Thutmose III a Qurna; il padre, Hapu, era Sacerdote lettore di Amon. Aveva anche un fratello, Sa-amon, che era scriba di Amon, ed una sorella, Ahmose. Hapuseneb sposò una donna di nome Amenhotep che gli diede 3 figli e 4 figlie.
A causa della scarsa documentazione disponibile, è difficile stabilire con certezza il corso della sua carriera. Pare comunque accertato che ricoprì la carica di Primo Profeta di Amon dall'anno 2 all'anno 16 del regno di Hatshepsut.

Oltre a questa altissima carica, ne detenne molte altre: da alcuni coni funerari oggi nella collezione del Metropolitan Museum of Art di New York, sappiamo che fu anche Principe ereditario e Conte, Tesoriere del Re dell'Alto e Basso Egitto, Supervisore dei Sacerdoti dell'Alto e Basso Egitto e Supervisore di tutti i lavori del Re.
Tra le altre cose, Hapuseneb fu responsabile della costruzione di una nave, di un portale, di un santuario, e della produzione di svariati oggetti di uso templare; fu anche Supervisore della costruzione di una tomba reale, anche se non è chiaro se si tratti della tomba KV20 o della tomba in pietra di Hatshepsut.

Hapuseneb fu il primo Primo Profeta di Amon a detenere il titolo di Supervisore dei sacerdoti-hem dell'Alto e Basso Egitto. Il Secondo Profeta di Amon Puyemra era imparentato con Hapuseneb via matrimonio, in quanto sposò sua figlia Seniseneb. Seniseneb fu Divina Adoratrice di Amon e musicista del tempio.
Hapuseneb venne sepolto nella tomba tebana TT67.
I reperti relativi ad Hapuseneb che sono giunti sino a noi sono relativamente pochi: oltre alla sua tomba, il santuario n. 15 di Gebel Silsila, qualche cono funerario, 4 statue (Louvre A134, Cairo CG 648, Bologna KS 1822, Cairo JE 39392), un vaso canopo (Torino 3304), così come un ostrakon e parte dei depositi di fondazione dal tempio funerario di Hatshepsut a Deir el-Bahari.

Oltre a ciò, Hapuseneb è menzionato anche su di una statua di Hapu (Torino 3061), su di una statuetta del maggiordomo Amenemhab (Cairo CG 42112) ed in un'iscrizione dalla tomba del sacerdote Userhat (TT51, Qurna).